# Kocierzew Północny
Kocierzew Północny – wieś w Polsce, położona w województwie łódzkim, w powiecie łowickim, w gminie Kocierzew Południowy.
| SIMC    | Nazwa         | Rodzaj     |
| ------- | ------------- | ---------- |
| 0729126 | Bąków         | część wsi  |
| 0729132 | Kobylec       | część wsi  |
| 0729149 | Stanisławówek | przysiółek |

W latach 1975–1998 miejscowość administracyjnie należała do województwa skierniewickiego.